# Elite

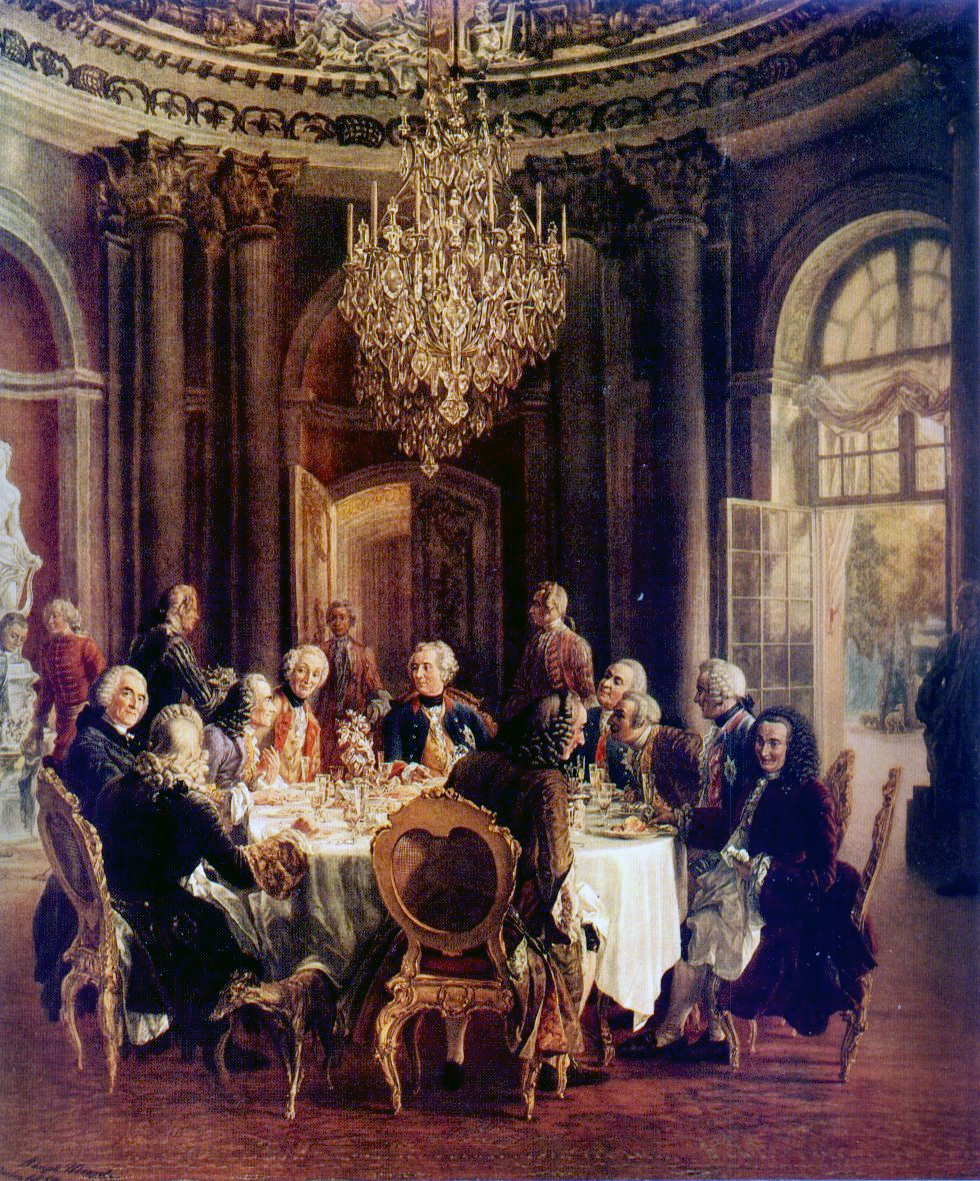
Die Tafelrunde Friedrichs II. in Sanssouci
Voltaire (dritter von links) spricht zu Friedrich (Mitte); Ölgemälde von Adolph von Menzel, 1850 (1945 im Flakturm Friedrichshain verbrannt)

Elite (ursprünglich von lateinisch eligere ‚auslesen‘) bezeichnet soziologisch eine Gruppierung (tatsächlich oder mutmaßlich) überdurchschnittlich qualifizierter Personen (Leistungseliten, Funktionseliten) oder die herrschenden bzw. einflussreichen Kreise (Machteliten, ökonomische, juristische Eliten) einer Gesellschaft. Konkret bezieht sich der Begriff meist auf näher definierte Personenkreise, wie z. B. die Positionselite, CEOs oder die Bildungselite. 
Die Struktur von Eliten könne in verschiedenen Ländern sehr unterschiedlich sein. Zum Beispiel sei der Zugang von unten (z. B. aus Arbeiterfamilien) gegenwärtig in Großbritannien einfacher als etwa in Frankreich. Das liege auch an den Veränderungen der britischen Elite durch Zuwanderung und durch den Erwerb von Eigentum durch fremdes Kapital in den letzten Jahrzehnten.
Der Elite gegenüber stehe die „Masse“ oder der „Durchschnitt“ („Normalbürger“).
Als Elitarismus bezeichnet man die Ideologie, die vom Bewusstsein getragen wird, einer Elite anzugehören.

## Begriffsgebrauch und Begriffsgeschichte
Das Wort „Elite“ tauchte erstmals im 17. Jahrhundert auf und wurde zunächst zur Bezeichnung von hochwertigen und teuren Waren, vor allem von Stoffen („Elitegarn“) verwendet. Erst allmählich begann man, den Begriff auch auf soziale Zusammenhänge anzuwenden. Zur Zeit der Französischen Revolution wurden mit élite Personen bezeichnet, die sich (im Gegensatz zu Adel und Klerus) ihre gesellschaftliche Position selber verdient hatten. Im Zuge der Industrialisierung wurde der Begriff dann im Bürgertum zur Abgrenzung von der Masse der Ungebildeten und Unselbständigen (den Arbeitern und Angestellten) verwendet.
Gut belegt ist die Verwendung im militärischen Bereich. Eliteeinheiten galten und gelten als besonders gut ausgebildete und ausgerüstete Truppenteile („Garde“).
Im Alltag und in den Massenmedien werden unter „Elite“ in der Regel Personen verstanden, die sich in politischen, wirtschaftlichen, sportlichen, künstlerischen, akademischen o. ä. Spitzenpositionen befinden. Während bis in die 1970er-Jahre eine tiefgreifende Skepsis gegenüber diesen Personen opportun war („Establishment“), dominiert heute ein eher substanzielles Eliteverständnis, demzufolge auf Spitzenpositionen mit alternativer Moral und persönlicher Integrität zu rechnen sei (bspw. „sozialethische“ Forderungen), als in der Masse der Bevölkerung. Entsprechend wendet man ein solch substanzialisiertes Verständnis auch auf organisierte Sozialsysteme an, so dass beispielsweise einer „Eliteuniversität“ oder einem „Eliteinstitut“ überdurchschnittliche Forschungsleistungen, Anforderungen und Auswahlkriterien attestiert werden.
Im Populismus wird die Elite oft als Gegenbegriff zum positiv konnotierten einfachen Volk dargestellt, auf dessen Seite die Sprecher sich im Sinne eines „‚Wir‘ gegen ‚die da oben‘“. rhetorisch stellen. Dieser Gegensatz findet sich auch in verschiedenen Verschwörungstheorien, in denen den Eliten unterstellt wird, Kriege anzuzetteln, eine Neue Weltordnung zu errichten, satanistischen Kindesmissbrauch zu betreiben oder die Covid-19-Pandemie nur vorzutäuschen.

## Elite als soziologischer Begriff
In der Soziologie wird der Begriff sowohl wertfrei beschreibend oder erklärend als auch in gesellschaftskritischer Absicht gebraucht. Als „eigentliche“ Elite wird z. B. im Strukturfunktionalismus mehr die Funktions- und Leistungselite gesehen; die Konfliktsoziologie rückt die Machtelite in den Mittelpunkt ihres Interesses.
Beiderlei Gesichtspunkte gelten sowohl für empirische Ansätze in der Eliteforschung (z. B. des Power Structure Research) als auch für die Elitetheorie.
Laut dem Soziologen Michael Hartmann tendiert die Elite dazu, sich ihre eigenen Werte zu schaffen, die die Moral der Gesamtgesellschaft ignorieren, was sich etwa in der mangelnden Bereitschaft zeige, angemessene Steuern zu entrichten, und in der Praxis, demokratische Strukturen zu beeinflussen und/oder zu übergehen. Die Strukturen von Eliten in einem bestimmten Land werden laut Hartmann im Wesentlichen determiniert durch ein privilegiertes (z. B. überaus kostspieliges) Bildungssystem des nicht-öffentlichen Bereichs und durch die Art der Auswahl von Kandidaten (Bewerbern für Führungsposten) durch Vertreter der Elite. Das privilegierte Bildungssystem sei in Deutschland wesentlich weniger ausgeprägt als in Frankreich, den Vereinigten Staaten oder in England; deshalb erfolge hier die Aufnahme in elitäre Kreise überwiegend erst ab den ersten Berufsjahren.
Gleichzeitig seien die Strukturen der Eliten in der Regel national orientiert. Der Hintergrund dafür seien vor allem die Studienorte und nationalen Orientierungen der Topmanager, die trotz der internationalen Verflechtung des Kapitals ausgeprägt national orientiert seien. Insofern spricht Michael Hartmann deshalb von einer „Mär von den kosmopolitischen Eliten“.
„Elite“ unterscheidet sich vom Begriff „Oberschicht“, obwohl es häufig Schnittmengen gibt. Eine Elite muss nicht notwendigerweise aus Mitgliedern privilegierter sozialer Schichten bestehen. Konzepte wie Schicht und Klasse betonen die ökonomische Dimension sozialer Strukturen, während mit dem Konzept „Elite“ deren politische Dimension betont wird. Zudem zielt der „Schicht“-Begriff auf industrielle Gesellschaften ab, während der „Elite“-Begriff auf alle möglichen Formen gesellschaftlicher Differenzierung Anwendung gefunden hat, bis zurück in die Ur- und Frühgeschichte, insoweit dort bereits feste Arbeitsteilung bzw. legitimierte Herrschaftsformen erschlossen werden konnten.

### Elite als Gegenstand soziologischer Forschung
Die soziologische Eliteforschung beschreibt die Prozesse des Aufstiegs in die Elite, des Verbleibs oder Nichtverbleibs in ihr, der Durchlässigkeit der Abgrenzung gegenüber ihrer Umwelt sowie der Auswechslung ganzer Eliten. Auch die Zusammensetzung der Eliten, etwa nach Konfession, Volkszugehörigkeit, sozialer Herkunft usw. ist Gegenstand soziologischer Forschung. In den Vereinigten Staaten galt z. B. über lange Zeit die Faustregel, dass die Angehörigen der Führungsschicht „WASP“ sein mussten (WASP = weiß, angelsächsisch, protestantisch). John F. Kennedy war der erste US-Staatspräsident, der – als Katholik – dieser Gruppierung nicht angehörte.
Darüber hinaus werden die Privilegien oder Vorrechte untersucht, die mit der Zugehörigkeit zu einer Elite verbunden sind.

### Begriffsverständnis soziologischer Elitetheorien
Ein Wechsel der Eliten kann vergleichsweise schleichend (unauffällig) oder schlagartig (revolutionär) erfolgen. Als einer der ersten hat dies der Soziologe Vilfredo Pareto erkannt und mit reichhaltigem historischen Anschauungsmaterial eine Theorie des unausweichlichen Kreislaufs der Eliten ausgebildet: „Die Geschichte ist der Friedhof der Aristokratien.“ Er unterscheidet zunächst statisch zwischen der „Elite“, die an der Macht ist, und der „Reserve-Elite“, die sie ersetzen könnte. Dynamik erlangt seine Theorie in der Zeitdimension. Die der alten Elite gegenüberstehende Reserve-Elite versammelt in sich Eigenschaften, die jene strukturell vernachlässigt, und vermag durch eine Mobilisierung der „Masse“ zur neuen Elite zu werden. Die Masse selbst übernimmt nie die Herrschaft. Sowohl die herrschende Elite als auch die nicht-herrschende Gegenelite bedienen sich Pareto zufolge Erfolg versprechender Derivationen („politischer Formeln“ bei Gaetano Mosca), um die Masse zu täuschen und zu ideologisieren (z. B. „Als Adam grub und Eva spann, wo war denn da der Edelmann?“, „Gleichheit, Freiheit, Brüderlichkeit!“, „Demokratie ist Regierung für das Volk und durch das Volk!“ (Abraham Lincoln), „Alle Macht den Räten!“).
In Anlehnung an Niccolò Machiavelli konstruiert Pareto mit den „Löwen“ und „Füchsen“ zwei extreme Typen der Macht, die einander im Kampf um die Führung gegenüberstehen. Die personelle, intellektuelle und moralische Zusammensetzung einer Elite ist ein Indikator für das Niveau sozialer Integration. Seiner Theorie zufolge unterliegen allem gesellschaftlichen Handeln so genannte „Residuen“; in der Elitebildung dominieren vor allem deren zwei: entweder gesellschaftsweit rigide und die Gewalt nicht scheuende, persistente Strukturen (das Residuum der „Persistenz der Aggregate“ – Elite der Löwen) oder liberale Einstellungen, die kombinatorische Freiheitsgrade („Instinkt der Kombinationen“ – Elite der Füchse) zulassen und fördern. Dabei lösen die Füchse die Löwen evolutionär, die Löwen die Füchse revolutionär ab.
Gaetano Mosca und dann Robert Michels haben als Zeitgenossen Paretos die Unvermeidbarkeit der Herausbildung einer „politischen Klasse“ (Mosca) bzw. einer innerorganisatorischen „Oligarchie“ (Michels) dargelegt. Aus ihren Überlegungen folgt, dass es auch in demokratisch verfassten Systemen notwendig zur Elitebildung komme.
Die strukturfunktionalistische Theorie der Schule um Talcott Parsons betont die Leistungen (achievements), die von Personen in wirtschaftlichen, politischen, rechtlichen, militärischen, künstlerisch-intellektuellen usw. Spitzenpositionen für die Gesellschaft erbracht werden. Entsprechend verwendet der Strukturfunktionalismus das Konzept der „Funktionseliten“ (Leistungseliten), die jeweils „ihre“ Institutionen in idealer Weise repräsentieren. Dem Wohl des Ganzen verpflichtet und davon abhängig, vereinigen sich die gesellschaftlichen Leistungsträger zu einer „strategischen Elite“, die Konsens in zentralen Fragen des Lebens und Überlebens herzustellen zur Aufgabe hat.
Ein Theoretiker der „Machtelite“ wie Charles Wright Mills, der darunter die Gruppe der Regierenden versteht, kritisiert den soziologischen sowie den politologischen pluralismustheoretischen Ansatz und wirft den Strukturfunktionalisten und Pluralismustheoretikern vor, ein allzu harmonisches Bild der gesellschaftlichen Machtverhältnisse zu zeichnen. In Wirklichkeit stünde einer manipulierten Masse ein übermächtiger „Militärisch-Industrieller-Komplex“ (Dwight D. Eisenhower) gegenüber, der seine Herrschaftsinteressen in einem Regime der „organisierten Unverantwortlichkeit“ durchzusetzen weiß. Der Nicht-Entscheidungsansatz in der amerikanischen Politikwissenschaft erweitert diese Perspektive dadurch, dass anhand von Fallbeispielen aufgezeigt wird, dass die Elite bestimmte Fragen, etwa ökologische Probleme und Minderheiten, durch bewusstes Verschweigen und Unterlassen gar nicht erst zum Gegenstand der politischen Agenda werden lässt.
In Theodor W. Adornos Konzept der Verwalteten Welt zwingt eine privilegierte Klasse, im gigantischen Prozess der Unterwerfung der Natur, durch physischen und psychischen Zwang den übrigen Teil der Gesellschaft zur Verrichtung der notwendigen und jeder nur möglichen zusätzlichen Arbeit.
Beate Krais konstatierte 2003, das in der Soziologie über den Begriff der Elite hinaus das Konzept der „Herrschenden Klasse“ in Anlehnung an Karl Marx und Pierre Bourdieu seinen nicht unumstrittenen, aber doch festen Platz hat. Es bilde den theoretischen und politischen Gegenpol zum Elitenbegriff. Im Kapitalismus sei die Bourgeoisie die herrschende Klasse. Marx untergliederte sie in die Fraktionen: industrielles Kapital, Handelskapital und Geld- oder Finanzkapital. Sie konstituiere nicht nur ein unmittelbar aus der Produktion entstehendes Herrschaftsverhältnis, sondern eine umfassende soziale Ordnung, bestehend aus staatlichen und gesellschaftlichen Institutionen und einer symbolischen Ordnung, die das Denken, die Vorstellungen und Ideen präge. Dabei stütze die Bourgeoisie ihre Herrschaft auch auf soziale Gruppen, die nicht zu den Kapitaleigentümern gehören, so Regierungen, Militär, Spitzen der Polizei und der staatlichen Behörden, Justiz und Presse. Bis heute sei in der Soziologie der Blick auf den gesellschaftlichen Funktionszusammenhang, wie ihn die auf Marx zurückgehende Vorstellung von der Klassengesellschaft eröffnet hätten, nicht durch andere Erkenntnisinstrumente ersetzbar.

## Elite als gruppenpsychologisches Phänomen
Innerhalb einer Elite, die sich in ihrem Selbstbewusstsein als solche begreift, etabliert sich typischerweise ein besonderer Habitus, in dem sich Funktionen wie Erkennbarkeit, Abgrenzung, Identitätsstiftung, Zusammengehörigkeit, Selbsterklärung, und Ähnliches verkörpern. Diesen Habitus bezeichnet man überwiegend negativ mit dem Adjektiv elitär, wenn diese Funktionen nur unvollständig oder widersprüchlich erfüllt werden, beispielsweise bei Arroganz hinsichtlich der Abgrenzung nach „unten“ oder bei Unzeitgemäßheit identitätsstiftender Mythen (zum Beispiel Glaube an Auserwähltheit).
Im Zuge dessen wird das Anwachsen einer oder mehrerer gesellschaftlicher Eliten mit politischer Polarisierung und Instabilität in Verbindung gebracht.

## Sozialethische Forderungen
In Krisenzeiten werden häufig die etablierten Eliten des Versagens bezichtigt, oder es wird mehr Verantwortung eingeklagt. An derartige Forderungen und Proteste knüpfen sich oftmals fromme Wünsche, Ideologien und Polemiken. So ist beispielsweise in der Diskussion über moralische Verfehlungen von Topmanagern von „Nieten in Nadelstreifen“ (Günter Ogger) und von „Duckmäusern“ unter den Führungskräften die Rede gewesen.
Michael Hartmann belegt ausführlich mit Daten aus wirtschaftlichen Untersuchungen, dass die Elite mit Hilfe der jeweiligen Politik von Regierungen die soziale Ungleichheit vorantreibe. Die Mittel- und Unterschicht verarme zusehends, während sich die Elite immer größere Stücke aus dem Bruttosozialprodukt herausschneide. Die Reichen wurden reicher, die Armen ärmer – die Regierungen waren verantwortlich. Das sei gleichzeitig der Nachweis für die Destabilisierung demokratischer Strukturen durch die Elite. Konkret heißt das z. B., dass sich die Anzahl der Milliardäre zwischen 2010 und 2017 laut Wirtschaftsmagazin Bilanz fast verdoppelt hat (von 102 auf 187), während sich gleichzeitig auch die Anzahl der Obdachlosen verdoppelt hat (zwischen 2010 und 2016 von 248.000 auf 420.000). Ähnliches gilt für unterschiedliche Zeiträume, abhängig von Entscheidungen der jeweiligen Regierungen, von England und den Vereinigten Staaten.

## Eliten in Deutschland

### Umfang der Elite in Deutschland
Ralf Dahrendorf fasste 1965 den Begriff der Elite sehr weit, wonach die Elite ein Prozent der deutschen Bevölkerung ausmache. Die Mannheimer Elite-Studie von 1992 und die Potsdamer Studie von 1997 fassten dagegen nur ca. 4000 Personen zum engeren Kreis der Elite. Michael Hartmann versuchte 2002 in seiner viel beachteten Studie Der Mythos von den Leistungseliten, das Problem dadurch zu lösen, dass er einen engeren und einen umfassenderen Kreis von Personen angab, die nach seiner Ansicht zur Elite gehörten (z. B. die Topmanager der 400 größten deutschen Unternehmen oder Spitzenpolitiker). Darüber hinaus geht Hartmann davon aus, dass die Elite in Deutschland ausgeprägt national orientiert sei. Nach Forschung von Hartmann stammen knapp zwei Drittel der Angehörigen der Kernelite, also dieser knapp 1000 Personen, aus der oberen Einkommensschicht, die vier Prozent der Bevölkerung ausmacht. Am sozial geschlossensten ist die Wirtschaftselite. Vier von fünf Vorstands- und Aufsichtsratschefs stammen aus diesen oberen vier Prozent. In der Justiz und Verwaltung sind es ungefähr zwei Drittel. Am offensten ist noch die politische Elite, hier stammt ungefähr die Hälfte aus der oberen Einkommensschicht.

### Leistungselite
Der Begriff „Leistungselite“ kennzeichnet die Bildung von Eliten, unabhängig von der jeweiligen sozialen Herkunft, lediglich gebunden an hervorragende berufliche oder Schul- und Hochschulleistungen.
So fanden sich historisch im hohen Klerus immer wieder auch einzelne priesterlich und kirchenpolitisch hervorragende Eliteangehörige aus den unteren Ständen; im Wettstreit mit der Geistlichkeit erlaubten auch die Universitäten einen Leistungsaufstieg bis in die Eliten. Seit den Folgekriegen der Französischen Revolution 1789 wirkte in vielen Armeen Napoleons Prinzip: Bei mir hat jeder Soldat den Marschallstab im Tornister; und vor allem in den Admiralitäten der Kriegsmarinen konnte das Bürgertum dem Adel erfolgreich Konkurrenz machen. Bis in die 1950er-Jahre konnten in der Wirtschaft kaufmännisch fähige Unternehmer ohne Abitur in die Elite aufsteigen sowie in den Gewerkschaften fähige Arbeiterführer; auch in der Politik dank der Arbeiterbewegung. Dies waren jedoch jeweils grundsätzliche, in der Praxis schwer wahrzunehmende Möglichkeiten. Ralf Dahrendorf hat die meisten dieser Aufstiege als „unechte Mobilität“ bezeichnet, als eine getarnte Kooptation von oben, da sie selten anders als durch völlige Übernahme der Werte der jeweils herrschenden Teileliten bewirkt werden konnten.
Mitte der 1960er-Jahre bis etwa Mitte der 1980er-Jahre konnten begabte Schüler aus der Unterschicht in Deutschland leichter, wenn auch immer noch in geringem Maße aufsteigen, da Wirtschaft, Verwaltung und Politik hochqualifizierte Kräfte benötigten; jedoch kam es nicht zu einer wirklichen Gleichheit der Chancen für einen Elitezugang, vielmehr ist über die Jahrzehnte hinweg in unterschiedlicher Ausprägung der Aspekt der Bildungsbenachteiligung zu berücksichtigen.
Untersuchungen der Elitesoziologie zeigten in jüngerer Zeit, dass zunehmend die Wirkung des Habitus eher als etwa Kriterien individueller, quantifizierbarer Leistung einer Karriere in die Wirtschaftselite dienlich ist. Anders sieht es in der Politik aus, wo auch Personen mit niedriger sozialer Herkunft in geringem Maße Karriere machen konnten, ein Phänomen, das beispielsweise in Frankreich weniger anzutreffen ist, da dort fast die gesamte politische Führungsschicht aus speziellen Eliteuniversitäten hervorgeht.
Kritik am Terminus der Leistungselite üben Untersuchungen von Michael Hartmann und Klaus Schubert. Hartmann spricht vom „Mythos der Leistungseliten“. Diese Studien konnten noch nicht neueste Entwicklungen, wie den zunehmenden Abbau der Lehrmittelfreiheit an Schulen und die Einführung von Studiengebühren an Hochschulen in einigen Bundesländern berücksichtigen. Hartmann bezog sich auf das Studiengebührenmodell in den Vereinigten Staaten und warnte explizit vor einer Übernahme in Deutschland, da dies dazu führen könne, dass die bereits bestehende Tendenz zur sozialen Schließung in Zukunft noch erheblich verstärkt werde und sich im Extremfall die Elite ausschließlich selbst reproduziere.
Auch aus feministischer Perspektive steht das Konzept der Leistungselite zunehmend in der Kritik. So zeigen empirische Untersuchungen zu Geschlechterverhältnissen in der Wissenschaft, dass Leistung kein objektives Kriterium darstellen muss, sondern als soziale Tatsache konstruiert wird. Die sozialen Prozesse, die mit der Konstruktion des Leistungsbegriffes verbunden sind, entfalten dabei insbesondere auf der Ebene von Geschlechterverhältnissen ihre Wirkung und führen zum weit reichenden Ausschluss von Frauen aus wissenschaftlichen, und auch wirtschaftlichen Führungspositionen. Dieses Phänomen wird auch Gläserne Decke genannt.

### Grundlegende Studien
- Gaetano Mosca ([1896], 1950): Die herrschende Klasse. München.
- Vilfredo Pareto (1916): Trattato di sociologia generale. (deutsch, gekürzt als Allgemeine Soziologie. [1955] FinanzBuch-Verlag, München 2006, ISBN 3-89879-144-0).
- Robert Michels (1911): Zur Soziologie des Parteiwesens in der modernen Demokratie. Untersuchungen über die oligarchischen Tendenzen des Gruppenlebens. Stuttgart.
- Gottfried Eisermann (1962): Vilfredo Paretos System der allgemeinen Soziologie. Stuttgart.
- Wolfgang Schluchter (1963): Der Elitebegriff als soziologische Kategorie. In: Kölner Zeitschrift für Soziologie und Sozialpsychologie, Jg. 15, S. 233–256.
- Heinz Hartmann (1964): Funktionale Autorität. Enke, Stuttgart.
- Ralf Dahrendorf (1965): Gesellschaft und Freiheit. München.
- Peter Bachrach (1970): Die Theorie demokratischer Elitenherrschaft. Frankfurt am Main.
- George Lowell Field, John Higley (1983): Eliten und Liberalismus. Opladen.
- K. Wanner: Herkunft und Wiederkunft des Elitemythos. In: Theoretische Konferenz „Marxismus und Studentenbewegung“, 9. u. 10. Februar 1985, Marburg (Hrsg.:) Bundesvorstand des MSB Spartakus, Bonn 1985, S. 216–227, S. 220.
- Günter Endruweit (1986): Elite und Entwicklung. Frankfurt am Main.
- Michael Hartmann (2008): Elitesoziologie. Eine Einführung. Campus-Verlag, Frankfurt am Main, ISBN 3-593-37439-0.
- Michael Hartmann (2016): Die globale Wirtschaftselite: Eine Legende. Campus-Verlag, Frankfurt am Main, ISBN 3-593-50610-6.

### Europa
- Heinrich Best, Ronald Gebauer, Axel Salheiser (Hrsg.): Political and Functional Elites in Post-Socialist Transformation: Central and East Europe since 1989/90. Historical Social Research 37 (2), Special Issue, 2012.
- Michael Hartmann: Elite und Macht in Europa. Ein internationaler Vergleich. Campus Verlag, Frankfurt am Main / New York 2007, ISBN 3-593-38434-5.[24]
- Michael Hartmann: Die Abgehobenen. Wie die Eliten die Demokratie gefährden. Campus Verlag, Frankfurt am Main / New York 2018, ISBN 978-3-593-50928-0.
- Barbara Wasner: Eliten in Europa. Einführung in Theorien, Konzepte und Befunde. VS Verlag für Sozialwissenschaften, Wiesbaden 2004, ISBN 3-8252-2459-7.

#### Nationalsozialismus
- Rainer C. Baum (1981): The Holocaust and the German Elite. Genocide and National Suicide in Germany, 1871–1945. Totowa, London, ISBN 0-7099-0656-0.

#### Deutsche Demokratische Republik
- Heinrich Best/Stefan Hornbostel (Hrsg.), 2003: Funktionseliten der DDR. Theoretische Kontroversen und empirische Befunde / The GDR’s Functional Elites. Theoretical Discussion and Empirical Results, Sonderheft Historische Sozialforschung – Historical Social Research, Band 28, No. 103 / 104.
- Stefan Hornbostel (Hrsg.), 1999: Sozialistische Eliten. Horizontale und vertikale Differenzierungsmuster in der DDR. Opladen: Leske + Budrich.
- Peter Christian Ludz, 1968: Parteielite im Wandel: Funktionsaufbau, Sozialstruktur und Ideologie der SED-Führung – Eine empirisch-systematische Untersuchung, Köln.

#### Bundesrepublik Deutschland
- Klaus von Beyme (1993): Die politische Klasse im Parteienstaat. Frankfurt am Main, ISBN 3-518-28664-1.
- Wilhelm Bürklin/Hilke Rebenstorf u. a. (1997): Eliten in Deutschland. Rekrutierung und Integration. Leske und Budrich, Opladen, ISBN 3-8100-1842-2.
- Oscar W. Gabriel/Beate Neuss/Günther Rüther (Hrsg.) (2006): Eliten in Deutschland. Bedeutung, Macht, Verantwortung. Bundeszentrale für politische Bildung, Schriftenreihe Band 506, Bonn, ISBN 3-89331-631-0.
- Marcus B. Klöckner: Machteliten und Elitenzirkel. Eine soziologische Auseinandersetzung. VDM Verlag Dr. Müller, Saarbrücken 2007, ISBN 978-3-8364-1332-9.
- Hans-Jürgen Krysmanski (2004): Hirten & Wölfe. Wie Geld- und Machteliten sich die Welt aneignen oder: Einladung zum Power Structure Research. Westfälisches Dampfboot, Münster, ISBN 3-89691-602-5.
- Richard Münch: Die akademische Elite: Zur sozialen Konstruktion wissenschaftlicher Exzellenz. Suhrkamp, Frankfurt am Main 2007, ISBN 3-518-12510-9.
- Herfried Münkler, Grit Straßenberger, Matthias Bohlender (Hrsg.) (2006): Deutschlands Eliten im Wandel. Frankfurt am Main/New York.
- Daniel F. Pinnow (2007): Elite ohne Ethik? Die Macht von Werten und Selbstrespekt. Frankfurter Allgemeine Buch, Frankfurt am Main 2007, ISBN 978-3-89981-137-7
- Markus Pohlmann: Ökonomische Eliten in Ostdeutschland. In: Hans-Joachim Veen (Hrsg.): Alte Eliten in jungen Demokratien? Wechsel, Wandel und Kontinuität in Mittel- und Osteuropa. Böhlau, Köln 2004, ISBN 978-3-531-15393-3, S. 93–101 (uni-heidelberg.de).
- Hilke Rebenstorf (1995): Die politische Klasse. Zur Entwicklung und Reproduktion einer Funktionselite. Campus-Verlag, Frankfurt am Main, ISBN 3-593-35306-7.
- Morten Reitmayer: Elite. Sozialgeschichte einer politisch-gesellschaftlichen Idee in der frühen Bundesrepublik. Oldenbourg, München 2009, ISBN 978-3-486-58828-6 (Ordnungssysteme – Studien zur Ideengeschichte der Neuzeit 28).[25]

#### Frankreich
Spätestens seit Staatspräsident Georges Pompidou haben mindestens zwei Drittel aller französischen Minister die berühmte Verwaltungshochschule ENA besucht. Mittlerweile rekrutiert sich die französische Elite nahezu ausschließlich aus einem Milieu, das lediglich zehn Prozent der Bevölkerung ausmacht. Nach wie vor liegt die Quote der Arbeiterkinder an Schulen wie ENA, Sciences Po oder der École polytechnique bei zwei Prozent.
- Luc Boltanski: Die Führungskräfte. Frankfurt am Main/New York 1990.
- Pierre Bourdieu: Der Staatsadel. Uvk, Konstanz 2004, ISBN 3-89669-807-9.

### Australien
- R. W. Connell (Raewyn Connell): Class Structure in Australian History. 1980.

### Brasilien
- R. S. Rose: The Unpast: Elite Violence and Social Control in Brazil, 1954–2000. Ohio University Press, 2006, ISBN 0-89680-243-4.
- J. Souza: A Elite do atraso: da escravidão à Lava Jato. Leya, Rio de Janeiro 2017, ISBN 978-85-441-0537-5.

### Russland
- Olga Kryschtanowskaja: Anatomie der russischen Elite. Köln 2005.

### Sozialistische Systeme
- Milovan Djilas: Die neue Klasse. München 1958.
- Bálint Balla: Kaderverwaltung. Stuttgart 1972.

### Vereinigte Staaten
- Thorstein Veblen (1899). The Theory Of The Leisure Class. (1899).
- Charles Wright Mills (1971): The Power Elite. New York (zuerst 1956).
- Kevin Phillips (2003): Die amerikanische Geldaristokratie: Eine politische Geschichte des Reichtums in den USA. Campus-Verlag, Frankfurt am Main/New York.

### International
- Markus Pohlmann: Globale ökonomische Eliten? Eine Globalisierungsthese auf dem Prüfstand der Empirie. In: Kölner Zeitschrift für Soziologie und Sozialpsychologie. Band 61, Nr. 4, 2009, S. 513–534 (uni-heidelberg.de).
- Susanne Schmidt: Markt ohne Moral  −  Das Versagen der internationalen Finanzelite. Droemer Knaur, München 2010, ISBN 978-3-426-27541-2.